# 斯皮纳德斯科
斯皮纳德斯科（義大利語：Spinadesco），是意大利克雷莫纳省的一个市镇。总面积17平方公里，人口1592人，人口密度93.6人/平方公里（2009年）。国家统计（ISTAT）代码为019100。